# Ordre de bataille des forces militaires en présence lors de la bataille de Champagne en 1915
Pour un article plus général, voir Bataille de Champagne (1915).
Ordre de bataille des forces militaires en présence lors de la bataille de Champagne en 1915 est la composition des forces militaires françaises et allemandes durant la seconde bataille de Champagne du 25 septembre 1915 au 9 octobre 1915 pendant la Première Guerre mondiale.

## Forces françaises

### 2earmée

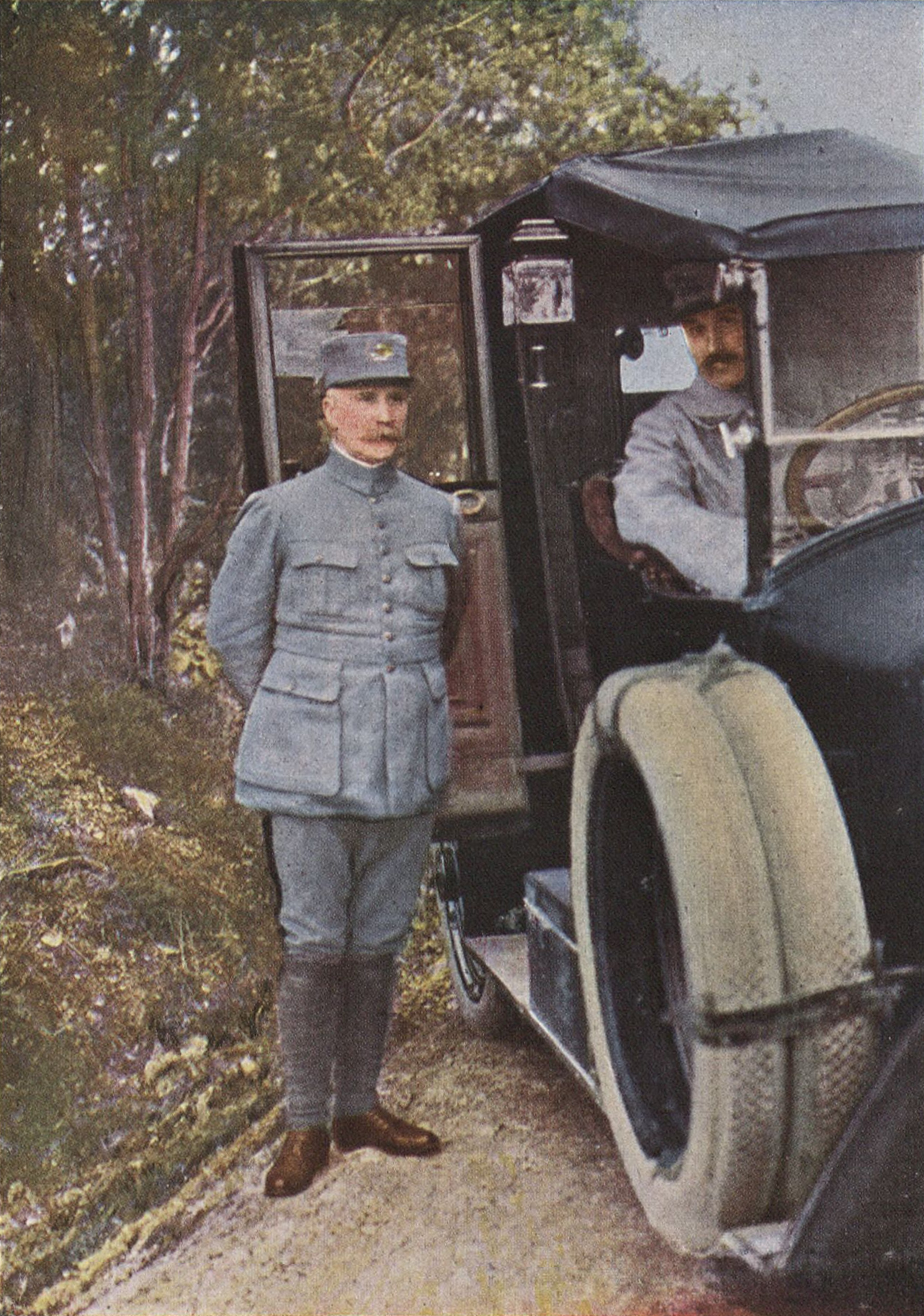
Philippe Pétain vers 1915.

La 2e armée est sous le commandement du général Pétain.

#### 1ercorpsd'armée colonialsous les ordres dugénéral Berdoulat
- 2e division d'infanterie coloniale sous les ordres du général Mordrelle :

22e régiment d'infanterie coloniale ;
24e régiment d'infanterie coloniale ;
43e régiment d'infanterie coloniale ;
1er régiment d'artillerie coloniale.
- 3e division d'infanterie coloniale sous les ordres du général Puypéroux[1] :

7e régiment d'infanterie coloniale ;
21e régiment d'infanterie coloniale ;
23e régiment d'infanterie coloniale ;
2e régiment d'artillerie coloniale.

#### 11ecorpsd'arméesous les ordres dugénéral Baumgarten
- 21e division d'infanterie sous les ordres du général Dauvin :

64e régiment d'infanterie ;
65e régiment d'infanterie ;
93e régiment d'infanterie ;
137e régiment d'infanterie.
- 22e division d'infanterie sous les ordres du général Bouyssou :

19e régiment d'infanterie ;
62e régiment d'infanterie ;
116e régiment d'infanterie ;
118e régiment d'infanterie.
- 53e division d'infanterie sous les ordres du général Micheler :

319e régiment d'infanterie ;
205e régiment d'infanterie ;
329e régiment d'infanterie.

#### 14ecorpsd'arméesous les ordres dugénéral Baret
- 27e division d'infanterie sous les ordres du général de Bazelaire :

52e régiment d'infanterie ;
75e régiment d'infanterie ;
140e régiment d'infanterie ;
415e régiment d'infanterie.
- 28e division d'infanterie sous les ordres du général Sorbets :

22e régiment d'infanterie ;
30e régiment d'infanterie ;
99e régiment d'infanterie ;
416e régiment d'infanterie.

#### 16ecorpsd'arméesous les ordres dugénéral Grossetti
- 31e division d'infanterie sous les ordres du général Vidal :

81e régiment d'infanterie ;
96e régiment d'infanterie ;
122e régiment d'infanterie ;
322e régiment d'infanterie.
- 32e division d'infanterie sous les ordres du général Bouchez :

15e régiment d'infanterie ;
80e régiment d'infanterie ;
143e régiment d'infanterie ;
342e régiment d'infanterie.

#### 20ecorpsd'arméesous les ordres dugénéral Balfourier
- 11e division d'infanterie sous les ordres du général Ferry :

26e régiment d'infanterie ;
37e régiment d'infanterie ;
69e régiment d'infanterie ;
79e régiment d'infanterie.
- 39e division d'infanterie sous les ordres du général Nourrisson :

146e Régiment d'Infanterie ;
153e Régiment d'Infanterie ;
156e Régiment d'Infanterie ;
160e Régiment d'Infanterie.
- 153e division d'infanterie sous les ordres du général Deligny :

1er régiment mixte de zouaves et tirailleurs ;
9e régiment de zouaves de marche ;
418e régiment d’infanterie ;
2e bataillon de chasseurs à pied ;
4e bataillon de chasseurs à pied.

#### 3ecorpsde cavalerie, dugénéral de Buyer
- 6e division de cavalerie sous les ordres du général Mesplé[2] ;
- 8e division de cavalerie[2] ;
- 9e division de cavalerie[2].

#### Autres Unités engagées
16e division d'infanterie coloniale
- 34e régiment d'infanterie coloniale
- 35e régiment d'infanterie coloniale
- 36e régiment d'infanterie coloniale
- 37e régiment d'infanterie coloniale
- 38e régiment d'infanterie coloniale
- 44e régiment d'infanterie coloniale

#### Réserve de la2earmée
31e régiment d'infanterie ;
53e régiment d'infanterie ;
151e régiment d'infanterie[réf. nécessaire] ;
152e régiment d'infanterie.

### 4earmée

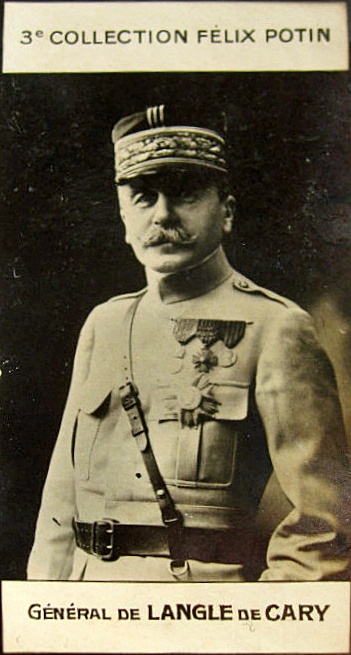
Le général Fernand de Langle de Cary, 1922.

La 4e armée est sous le commandement du général Langle de Cary.

#### 2ecorpsd'armée colonialsous les ordres dugénéral Blondlat
- Division marocaine :

2e régiment de marche du 1er étranger ;
2e régiment de marche du 2e étranger ;
4e régiment de tirailleurs de marche ;
7e régiment de tirailleurs de marche ;
8e régiment de zouaves de marche.
- 10e division d'infanterie coloniale sous les ordres du général Gadel :

33e régiment d'infanterie coloniale ;
42e régiment d'infanterie coloniale ;
52e régiment d'infanterie coloniale ;
53e régiment d'infanterie coloniale.
- 15e division d'infanterie coloniale sous les ordres du général Bro :

1er régiment d'infanterie coloniale ;
2e régiment d'infanterie coloniale ;
5e régiment d'infanterie coloniale ;
6e régiment d'infanterie coloniale.

#### 4ecorpsd'arméesous les ordres dugénéral Putz
- 7e division d'infanterie sous les ordres du général Weywada :

102e régiment d'infanterie ;
103e régiment d'infanterie ;
104e régiment d'infanterie ;
315e régiment d'infanterie.
- 124e division d'infanterie sous les ordres du général Dantant :

53e régiment d'infanterie ;
101e régiment d'infanterie ;
124e régiment d'infanterie ;
142e régiment d'infanterie.
6e corps d'armée, en réserve, sous les ordres du général Paulinier
- 8e division d'infanterie territoriale
- 12e division d'infanterie territoriale
- 56e division d'infanterie territoriale
- 60e division d'infanterie territoriale
- 100e division d'infanterie territoriale sous les ordres du général Tassin

201e régiment d'infanterie territoriale ;
209e régiment d'infanterie territoriale ;
309e régiment d'infanterie territoriale ;
315e régiment d'infanterie territoriale.
- 127e division d'infanterie territoriale

#### 7ecorpsd'arméesous les ordres dugénéral de Bazelaire
- 14e division d'infanterie sous les ordres du général Crepey :

35e régiment d'infanterie ;
42e régiment d'infanterie ;
44e régiment d'infanterie ;
60e régiment d'infanterie.
- 37e division d'infanterie sous les ordres du général Deshayes de Bonneval :

2e régiment de zouaves de marche ;
3e régiment de zouaves de marche ;
3e régiment de tirailleurs de marche.
- 60e division d'infanterie sous les ordres du général Réveilhac :

202e régiment d'infanterie ;
225e régiment d'infanterie ;
247e régiment d'infanterie ;
248e régiment d'infanterie.

#### 32ecorpsd'arméesous les ordres dugénéral Berthelot
- 40e division d'infanterie sous les ordres du général Leconte :

150e régiment d'infanterie ;
154e régiment d'infanterie ;
155e régiment d'infanterie ;
161e régiment d'infanterie.
- 42e division d'infanterie sous les ordres du général Deville :

151e régiment d'infanterie ;
162e régiment d'infanterie ;
94e régiment d'infanterie ;
8e bataillon de chasseurs à pied ;
16e bataillon de chasseurs à pied.

#### 2ecorpsde cavaleriedugénéral de Mitry
- 4e division de cavalerie sous les ordres du général Cornulier-Lucan[2]
- 5e division de cavalerie sous les ordres du général Allenou[2]
- 7e division de cavalerie sous les ordres du général Prax[2]

## Forces allemandes

### 3earmée

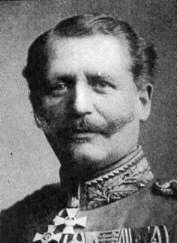
Karl von Einem.

La 3e armée est sous le commandement du général von Einem.

#### 12ecorpsde réserve
23e division de réserve
24e division de réserve

#### 8ecorps d'armée
15e division d'infanterie
16e division d'infanterie
50e division d'infanterie
16e division de réserve

#### 8ecorpsde réserve
15e division de réserve

#### 18ecorpsde réserve
21e division de réserve